# ضربة زاوية (كرة القدم)

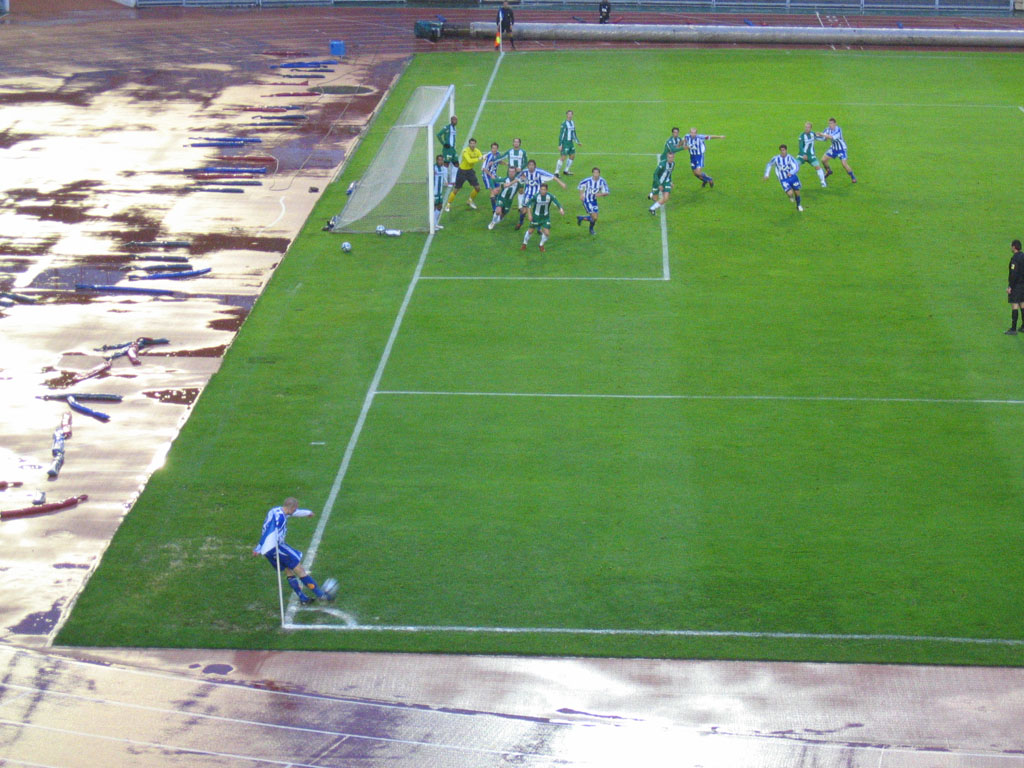
ضربة ركنية في أحد المباريات

ضربة الزاوية أو الضربة الركنية هي طريقة لإستئناف اللعب في لعبة كرة القدم. وقد وُضعت لأول مرة في شيفيلد بموجب قواعد شيفيلد 1867. واعتمده اتحاد كرة القدم يوم 17 فبراير 1872. وتعد هي القانون السابع عشر لقوانين كرة القدم.
تُحتَسب الركلة الركنية للفريق المهاجم حين تتجاوز الكرة ميدان اللعب بعبور خط المرمى سواء كانت على الأرض أم في الهواء، بحيث يكون أخر من لمسها أحد لاعبي الفريق المدافع. تُختار إحدى الزاويتين للركل منها حسب أقرب منطقة عبرت الكرة فيها خط المرمى. تعتبر الزوايا فرصةً لتهديف الفريق المهاجم، ولكن ليس بقدر ركلة جزاء أو ركلة حرة مباشرة بالقرب من حافة منطقة الجزاء.
مساعد الحكم هو من يحدد اللعبة عن طريق رفع أول علم له، ثم استخدامه للإشارة إلى قوس الزاوية على جانبهم من أرض الملعب، ولكن هذا ليس مؤشرا على الجانب الذي ينبغي أن تؤخذ منه الركلة.

## خلاصة قانون ضربة الزاوية
| التاريخ       | متى تمنح                                                                               | مكان ركل ضربة الزاوية                   | أقل مسافة مطلوبة (زميل من الفريق) | أقل مسافة مطلوبة (من الفريق المنافس) | قد يلعب منفذ الضربة الكرة مرة أخرى قبل أن يلمسها لاعب آخر | يمكن تسجيل الهدف من ركلة ركنية | يمكن تسجيل هدف ذاتي من ركلة ركنية | قد يكون اللاعب متسللاً من ركلة ركنية |
| ------------- | -------------------------------------------------------------------------------------- | --------------------------------------- | --------------------------------- | ------------------------------------ | --------------------------------------------------------- | ------------------------------ | --------------------------------- | ----------------------------------- |
| 1863          | لا تمنح                                                                                | —                                       | —                                 | —                                    | —                                                         | —                              | —                                 | —                                   |
| 1872          | آخر من لمس الكرة هو لاعب في الفريق المدافع، ولم تخرج الكرة من الملعب مباشرة فوق المرمى | من علم الزاوية بالتحديد                 | 6 ياردات                          | 6 ياردات                             | نعم                                                       | نعم                            | نعم                               | لا                                  |
| 1873          | آخر من لمس الكرة هو لاعب في الفريق المدافع                                             | من علم الزاوية بالتحديد                 | 6 ياردات                          | 6 ياردات                             | نعم                                                       | نعم                            | نعم                               | لا                                  |
| 1874          | آخر من لمس الكرة هو لاعب في الفريق المدافع                                             | من ضمن مسافة ياردة واحدة من علم الزاوية | 6 ياردات                          | 6 ياردات                             | نعم                                                       | نعم                            | نعم                               | نعم                                 |
| 1875          | آخر من لمس الكرة هو لاعب في الفريق المدافع                                             | من ضمن مسافة ياردة واحدة من علم الزاوية | 6 ياردات                          | 6 ياردات                             | لا                                                        | لا                             | لا                                | نعم                                 |
| 1883          | آخر من لمس الكرة هو لاعب في الفريق المدافع                                             | من ضمن مسافة ياردة واحدة من علم الزاوية | 6 ياردات                          | 6 ياردات                             | لا                                                        | لا                             | لا                                | لا                                  |
| 1888          | آخر من لمس الكرة هو لاعب في الفريق المدافع                                             | من ضمن مسافة ياردة واحدة من علم الزاوية | بلا                               | 6 ياردات                             | لا                                                        | لا                             | لا                                | لا                                  |
| 1913، 1914    | آخر من لمس الكرة هو لاعب في الفريق المدافع                                             | من ضمن مسافة ياردة واحدة من علم الزاوية | بلا                               | 10 ياردات                            | لا                                                        | لا                             | لا                                | لا                                  |
| 1924 (يونيو)  | آخر من لمس الكرة هو لاعب في الفريق المدافع                                             | من ضمن مسافة ياردة واحدة من علم الزاوية | بلا                               | 10 ياردات                            | نعم                                                       | نعم                            | نعم                               | لا                                  |
| 1924 (نوفمبر) | آخر من لمس الكرة هو لاعب في الفريق المدافع                                             | من ضمن مسافة ياردة واحدة من علم الزاوية | بلا                               | 10 ياردات                            | لا                                                        | نعم                            | نعم                               | لا                                  |
| 1997          | آخر من لمس الكرة هو لاعب في الفريق المدافع                                             | من ضمن مسافة ياردة واحدة من علم الزاوية | بلا                               | 10 ياردات                            | لا                                                        | نعم                            | لا                                | لا                                  |